# Siddharthanagar
Siddharthanagar (népalais : सिद्धार्थनगर), anciennement Bhairahawa (népalais : भैरहवा), est une ville du Népal située dans la zone de Lumbinî et chef-lieu du district de Rupandehi. Au recensement de 2011, la ville comptait 63 483 habitants.